# Градевска река
Градевска река (или Еловица) е река в Югозападна България, област Благоевград, общини Разлог и Симитли, ляв приток на река Струма. Дължината ѝ е 31 км. Отводнява части от Югозападния дял на Рила и най-северната част на Пирин.
Градевска река извира под името Злата река на 2054 м н.в., на 300 м югозападно от връх Капатник (2170 м)  в Югозападна Рила. Първите около 5 км тече на юг като бурен планински поток, достига до местността Предела (1140 м н.в.) и завива на запад-северозапад, като до устието си служи за граница между планините Рила на север и Пирин на юг. До село Градево, където приема отдясно най-големия си приток Осеновска река и завива на югозапад тече в слабо наклонена и добре залесена долина под името Еловица. След селото, вече под името Градевска река долината ѝ малко се разширява, но склоновете ѝ стават обезлесени и еродирали, като коритото ѝ е широко и запълнено с мощни наноси. Влива се отляво в река Струма, на 286 м н.в., в чертите на град Симитли.
Площта на водосборния басейн на реката е 253 км2, което представлява 1,35% от водосборния басейн на река Струма.
Основни притоци: → ляв приток, ← десен приток
- → Мразеница
- → Стружка река
- ← Маревска река
- ← Осеновска река (най-голям приток)
- → Порогошка река
- → Свинедолско дере

Градевска река е с преобладаващо снежно-дъждовно подхранване с късно пролетно пълноводие (май-юни) и лятно маловодие (август-септември). Среден годишен отток в устието – 1,91 m3/s.
По течението на реката в Община Симитли са разположени само 2 населени места: село Градево и град Симитли.
В горното ѝ течение, в местността Предела е разположен курортния комплекс „Предела“.
От устието на реката при град Симитли до местността Предела, на протежение от 25,4 км по долината на реката преминава участък от Републикански път II-19 от Държавната пътна мрежа Симитли – Разлог – Гоце Делчев – ГКПП Илинден - Ексохи.

## Топографска карта
- Лист от карта K-34-83. Мащаб: 1 : 100 000.